# Green River (band)
Green River was een Amerikaanse rockband uit Seattle. Het was een van de eerste grungebands. Gedurende hun bestaan hebben ze één studioalbum uitgebracht. Nadat de band uit elkaar viel, gingen de leden verder in bands die invloedrijk zouden blijken in het genre waaronder Mudhoney, Mother Love Bone, Pearl Jam en Temple of the Dog.

## Geschiedenis

### Oprichting (1983)
De band werd in 1983 opgericht door zanger-gitarist Mark Arm, gitarist Steve Turner, bassist Jeff Ament en drummer Alex Vincent. Arm en Turner speelden eerder in Mr. Epp and the Calculations en Limp Richerds, Arment in Deranged Diction en Vincent in Spluii Numa. Later dat jaar voegde Stone Gossard zich bij de groep zodat Arm zich op het zingen kon focussen. Gossard had eerder met Turner in The Ducky Boys gespeeld. De band werd vernoemd naar het atletiekteam van Green River College nadat Turner daar een T-shirt van had gezien, terwijl de naam Arm deed denken aan het Creedence Clearwater Revival-lied Green River en seriemoordenaar Gary Ridgway die bekend stond als de Green River Killer. De associatie met de seriemoordenaar zou later het bekendst worden.

### Deep DixenCome on down(1984-1985)
In 1984 werden enkele demo's opgenomen, maar de eerste keer dat Green River van zich liet horen was met twee nummers op het verzamelalbum Deep six, uitgebracht door C/Z Records in 1985. Andere bands die op deze plaat figureerden waren onder andere Soundgarden, The Melvins en Malfunkshun, de toenmalige band van Andrew Wood, waarmee Gossard, Ament en Bruce Fairweather later Mother Love Bone zouden oprichten. In hetzelfde jaar kwam ook, met vertraging, de ep Come on down uit, waarvan de opnames plaatsvonden in december 1984. De ep was een mix van heavy metal en wat later grunge zou heten. Nog voordat de ep uitkwam, had Turner de band al verlaten. Hij vond dat de band te veel in de richting van metal bewoog. Hij werd vervangen door Fairweather (Deranged Diction).
Tegen het einde van 1985 tourde de band door de Verenigde Staten. De tournee was bedoeld ter promotie van de ep, maar door de vertraagde verschijning ervan werd het oorspronkelijke doel van de tournee gemist. In plaats daarvan deed de band vooral ervaring op en werd er genetwerkt met andere bands in het genre. Het netwerken droeg bij aan de omarming van Green River door de scene. Het leidde er bijvoorbeeld toe dat Sonic Youth in hun nummer Nevermind (what was it anyway) Green River's Come on down citeerde.

### Dry as a boneenRehab doll(1986-1988)
Half 1986 begonnen de opnames voor de ep Dry as a bone. De band had inmiddels getekend bij Sub Pop, het nieuwe platenlabel van Bruce Pavitt. Pavitt kon de uitgave niet bekostigen waardoor de band opnieuw te maken kreeg met een uitgestelde uitgave van een ep. Ondertussen werd de single Together we'll never uitgebracht op het kleine label Tasque Force Records. In juli 1987, ongeveer een jaar nadat de opnames afgerond waren, verscheen Dry as a bone dan eindelijk.
Vrijwel direct na het uitbrengen van Dry as a bone dook de band de studio in voor de opnames van het album Rehab doll. Er ontstonden spanningen tussen de leden omdat Gossard en Fairweather na het vertrek van Turner het schrijven van de muziek voor hun rekening namen. Dit zorgde voor een verschuiving van de muziek richting complexere rock, terwijl Arm juist de voorkeur gaf aan eenvoudige punkrock. Arm wilde voor de opnames opnieuw samenwerken met Jack Endino die bekend stond om zijn rauwe opnametechnieken, terwijl de andere leden naar een groter platenlabel zochten.
In 1987 trok de band op tournee langs de westkust. Op 31 oktober openden ze voor Jane's Addiction in Los Angeles. Opnieuw kwam het tot een conflict doordat Arm vrienden wilde uitnodigen voor de paar plaatsen die zij konden reserveren, terwijl Ament de plaatsen wilde weggeven aan A&R-managers. De twee kregen hoog oplopende ruzie waarna Arm de band verliet. De overige leden trokken Andrew Wood aan als nieuwe zanger en drummer. Ze veranderden de naam van de band in Lords of the Wasteland. Later volgde een tweede naamswijziging en gingen de leden verder onder de naam Mother Love Bone. In 1988 werd Rehab doll uitgebracht, toch bij Sub Pop.

### Reünies
Op 30 november 1993 speelden Arm, Turner, Gossard en Chuck Treece enkele nummers van Green River tijdens een concert van Pearl Jam. Treece verving Vincent die op dat moment niet beschikbaar was. In 2008 kwam de band weer bij elkaar voor een reünie. Ze speelden tijdens het festival dat georganiseerd werd om het 20-jarig jubileum van het label Sub Pop te vieren. Volgens Jason Cohen van Billboard klonken Green River's anthems "better with a touch of polish and precision" en het nummer Swallow my pride als pop. Het optreden maakte deel uit van vier shows die ze speelden gedurende de reünie. Op 10 augustus 2018 speelden Arm en Turner samen met Pearl Jam tijdens een optreden in het  Safeco Field.

## Belang en invloed
Hoewel Green River slechts drie jaar bestaan heeft, werd er een stempel gedrukt in de muziekwereld. De band leverde met Come on down de eerste grungeplaat af. Met Rehab doll belandde de band in 2016 in de lijst van 40 Greatest One-Album Wonders van muziektijdschrift Rolling Stone. Na de opheffing van Green River gingen de leden in andere invloedrijke bands verder. Arm en Turner richtten Mudhoney op. Arment, Fairweather en Gossard zijn de mede-oprichters van Mother Love Bone en Arment en Gossard later van Pearl Jam. Ook speelden de twee samen in Temple of the Dog.

## Discografie

### Ep's
- Come on down, 1985
- Dry as a bone, 1987

### Studioalbum
- Rehab doll, 1988

### Compilatiealbum
- Dry as a bone/Rehab doll, 1990

### Demoalbum
- 1984 demos, 2016

### Livealbum
- Live at the Tropicana, 2019